# Лучано Фабро
Лучано Фабро (на италиански: Luciano Fabro) е италиански художник и скулптор, теоретик на изкуството, представител на Arte Povera и на концептуалното изкуство.

## Биография
Роден е на 20 ноември 1936 г. в Торино. Така и не получава системно художествено образование.
Между 1954 и 1958 г. започва да прави инсталации и обекти. През 1959 г. се премества в Милано и остава негов жител до смъртта си. Първата му самостоятелна изложба е организирана през 1965 г. в галерия „Висмара“ в Милано.
Продължително време се отдава на преподавателска дейност. Повече от 20 години е доцент в миланската Академия за изящни изкуства „Брера“ в Милано.
Умира в Милано на 22 юни 2007 г. от инфаркт.

## Творчество
Участва в най-значимите художествени форуми в Европа – Биеналето във Венеция (1972, 1980, 1984, 1986, 1993, 1997) и Документа в германския град Касел през 1972 (documenta 5), през 1982 (documenta 7), през 1992 (documenta 9). Големи негови ретроспективни изложби са организирани в Музея за съвременно изкуство в Кастело ди Риволи (1989), във Фонда „Хуан Миро“ в Барселона (1990), в Художествения музей в Люцерн (1991), в Музея за съвременно изкуство в Сан Франциско (1992), в Център „Жорж Помпиду“ в Париж (1996), в Тейт Модърн в Лондон (1997).
- „Двете лица на небето“, Отерло, Нидерландия, 1986
- „Къпещи се“, Антверпен, Нидерландия, 1994
- „Топката“, Херфорд, Северен Рейн – Вестфалия, 2005

## Признание
През 1993 г. е отличен с наградата „Фелтринели“ в раздел „Скулптура“.

## За него
- Enrico Crispolti, Gli anni dello smarginamento e della partecipazione. In: Il Novecento/3: le ultime ricerche, Milano, Electa, 1994, pp. 17-157. ISBN 88-435-4840-9
- J. De Sanna, Luciano Fabro. Biografia – Eidografia, Udine, 1996.
- F. Morris, Luciano Fabro, Tate Gallery, London, 1997.
- Silvia Fabro, Rudi Fuchs. Luciano Fabro – Didactica magna minima moralia. Milano, Electa, 2007. ISBN 978-88-370-5781-7
- Chiara Bertola, Lorenzo Canova, Bruno Corà, Daniela Lancioni, Claudio Spadoni. XV Quadriennale d'arte di Roma (con un testo postumo di Luciano Fabro), collana Cataloghi, Marsilio Editori, 2008, pp. 320. ISBN 978-88-317-9532-6
- Thérèse Legierse, Kristof Reulens. Luciano Fabro – From Contratto Sociale to Colonna di Genk. His 16 publicly commissioned works. Ghent MER. Paper Kunsthalle, 2013. ISBN 978-94-90693-62-6.